# Cugy (Fribourg)
Cugy is een gemeente in het district Broye van het kanton Fribourg in Zwitserland. Er bestaat ook een Cugy in kanton Vaud.

## Geografie
Cugy ligt in een exclave Estavayer-le-Lac van kanton Fribourg in Vaud. De buurgemeenten in kanton Fribourg zijn Fetigny, Ménières, Bussy en Les Montets.
- Hoogste punt: 569 m
- Laagste punt: 450 m

## Bevolking
De gemeente heeft 896 inwoners (2003). De meerderheid in Cugy is Franstalig (91%, 2000) en Rooms-Katholiek (78%).

## Economie
40% van de werkzame bevolking werkt in de primaire sector (landbouw (met onder andere tabak) en veeteelt), 26% in de secundaire sector (industrie), 34% in de tertiaire sector (dienstverlening).

## Geschiedenis
Het dorp werd voor het eerst vermeld in 968 en 985, als schenking aan een bewoner van Lausanne. Er zijn vele tussentijdse bezitsveranderingen bekend. Vanaf 1477 behoort het tot de leenplicht van Fribourg. In 1536 behoort het bij de voogdij van Estavayer, per 1848 dan bij het gelijknamige district, totdat dit district opging in het district Broye.

## Geboren
- Richard Chassot (1970), wielrenner